# Melania Fogelbaum
Melania Fogelbaum (ur. 5 czerwca 1911 w Łodzi, zm. 1 sierpnia 1944 w KL Auschwitz) – polska poetka, malarka i rzeźbiarka pochodzenia żydowskiego.
Po utworzeniu getta swój czas poświęciła opiece nad żydowską młodzieżą. Na terenie getta zamieszkiwała razem z matką Cylą Fogelbaum, która zmarła w lutym 1942. Wskutek głodu i warunków panujących w getcie Melania zachorowała na gruźlicę. 1 sierpnia 1944 roku została, wraz z innymi Żydami, przetransportowana do obozu Auschwitz-Birkenau, gdzie, prawdopodobnie prosto z rampy, trafiła do komory gazowej.

## Twórczość
Nachman Zonabend pracujący w komandzie więźniów porządkujących teren dawnego getta znalazł dwa zeszyty, które zawierały wiersze, notatki i dwie fotografie Melanii Fogelbaum. Przeżył wojnę i w 1950 przekazał znalezisko Helenie Zymler, która była przyjaciółką autorki wierszy. Po zakończeniu wojny przyjaciel Melanii Fogelbaum, Leon Kowner, poszukiwał jej, licząc, że przeżyła. Na podwórzu jej domu znalazł jedynie podartą fotografię. Na początku lat 70. XX wieku Helena Zymler-Svantesson napisała po szwedzku antologię literatury i dokumentów pochodzących z czasów okupacji hitlerowskich w Polsce, zatytułowała ją „Och skuggorna blir längre” (pol. „I cienie będą dłuższe”). Zamieściła w niej kilka wierszy Melanii. Helena Zymler-Svantesson w 1998 przekazała oba zeszyty i fotografie do United States Holocaust Memorial Museum w Waszyngtonie. Sześć lat później wraz z Leonem Kownerem i swoim synem, aby uczcić pamięć Melanii Fogelbaum, postanowili opublikować jej twórczość. Leon Kowner napisał wspomnienie o Melanii, a tomik wierszy ukazał się w sześćdziesiątą rocznicę likwidacji getta.
Tematem wierszy jest nie tylko codzienne życie w getcie, ale i opis miłości i pragnienia życia. Wiersze są napisane ołówkiem, przeplatają je notatki i przemyślenia poetki. Pisane są bez znaków interpunkcyjnych i tylko nieliczne posiadają tytuły.